# You’ve Come a Long Way, Baby
A You've Come a Long Way, Baby Fatboy Slim második nagylemeze, amely 1998. október 19-én jelent meg. A brit albumlistát vezette, míg a Billboard 200-on a 34. helyig jutott. A The Rockafeller Skank, Gangster Trippin, Praise You és Right Here, Right Now kislemezek mind top 10-esek lettek a brit kislemezlistán. Még egy kislemez jelent meg, a Build It Up – Tear It Down, de csak promóként, nem kereskedelmi céllal.
Az album elnyerte a kritikusok tetszését, a big beat zene egyik mérföldkövének tartják. 1999-ben tripla platina lett az Egyesült Királyságban, míg az USA-ban platina minősítést kapott. 2000-ben 81. lett a Q magazin olvasói közt tartott minden idők 100 legjobb brit albuma felmérésen. Szerepel az 1001 lemez, amit hallanod kell, mielőtt meghalsz című könyvben.
Az album címe megegyezik a Virginia Slims cigarettamárka egyik reklámszlogenjével, hasonlóan Fatboy Slim előző albumához, amely a DuPont szlogenjét használta fel. Az albumra a profanitás jellemző, elsősorban a Fucking in Heaven dalon, amelyen 108-szor hallható a fucking  szó. Emiatt az album Parental Advisory jelzést kapott.

## Az album dalai
|     | Cím                        | Szerző(k)                                            | Hossz |
| --- | -------------------------- | ---------------------------------------------------- | ----- |
| 1.  | Right Here, Right Now      | Fatboy Slim, Dale Peters, Joe Walsh                  | 6:27  |
| 2.  | The Rockafeller Skank      | Fatboy Slim, John Barry, Winifred Terry, Robert Hall | 6:53  |
| 3.  | Fucking in Heaven          | Fatboy Slim                                          | 3:54  |
| 4.  | Gangster Tripping          | Fatboy Slim, Dust Junkys, Josh Davis                 | 5:20  |
| 5.  | Build It Up – Tear It Down | Fatboy Slim                                          | 5:05  |
| 6.  | Kalifornia                 | Fatboy Slim, Mr. Natural                             | 5:53  |
| 7.  | Soul Surfing               | Fatboy Slim, Earl Nelson, Fred Smith                 | 4:56  |
| 8.  | You're Not from Brighton   | Fatboy Slim                                          | 5:20  |
| 9.  | Praise You                 | Fatboy Slim, Camille Yarbrough                       | 5:23  |
| 10. | Love Island                | Fatboy Slim                                          | 5:18  |
| 11. | Acid 8000                  | Fatboy Slim                                          | 7:28  |

## Közreműködők
- Norman Cook – előadó, producer
- Simon Thornton – hangmérnök, keverés, fényképek

## Fordítás
Ez a szócikk részben vagy egészben a You've Come a Long Way, Baby című angol Wikipédia-szócikk ezen változatának fordításán alapul.  Az eredeti cikk szerkesztőit annak laptörténete sorolja fel. Ez a jelzés csupán a megfogalmazás eredetét és a szerzői jogokat jelzi, nem szolgál a cikkben szereplő információk forrásmegjelöléseként.